# Maurice Benoit
Maurice "Moe" Benoit, född 26 juli 1933 i Salaberry-de-Valleyfield i Québec, död 10 december 2013 i Dayton, var en kanadensisk ishockeyspelare. Benoit blev olympisk silvermedaljör i ishockey vid vinterspelen 1960 i Squaw Valley.